# ホアン・スアン・ヴィン
ホアン・スアン・ヴィン（黄春栄、ベトナム語：Hoàng Xuân Vinh / 黃春榮、1974年10月6日 - ）はベトナムの射撃選手。
2012年ロンドンオリンピック、2016年リオデジャネイロオリンピックにてベトナム代表として出場、リオデジャネイロオリンピックでは10mエアピストル（AP60）で金メダル、50mピストル（FP）で銀メダルを獲得。ベトナムとして初めての金メダル獲得となった。

## 略歴
- 2012年 ロンドンオリンピック出場。10mエアピストルで9位で予選敗退[1]、50mピストルでは決勝出場で4位[2]。
- 2016年 10mエアピストルでオリンピック記録で金メダル（ベトナム初のオリンピック金メダル）[3]、50mピストルで銀メダルを獲得（ベトナム初のオリンピックメダル2個獲得）[4]。
- 2016年アジアビーチゲームズで最終聖火ランナーを務めた。